# ヤキナベ
ヤキナベは、日本の漫画家。

## 経歴
2017年、漫画家としてデビュー。双葉社の編集者にすすめられて、韓国の小説『絶望の玉』のコミカライズの作画担当となる。同作は『ピッコマ』（カカオジャパン）と『まんが王国』（ビーグリー）にて独占先行配信された。

## 作品リスト
- 絶望の玉（原作：EwhanKim、『ピッコマ』『まんが王国』連載、双葉社、アクションコミックス、全3巻）
  1. 2017年12月20日発売[1][2]、ISBN 978-4-575-85082-6
  2. 2018年6月22日発売[3]、ISBN 978-4-575-85172-4
  3. 2018年12月21日発売[4]、ISBN 978-4-575-85246-2